# 日本グループ・ダイナミックス学会
日本グループ・ダイナミックス学会（にほんグループ・ダイナミックスがっかい、英語: The Japanese Group Dynamics Association (JGDA)）は、日本の学術研究団体の一つ。

## 概要
1949年10月1日設立。学術研究団体としての種別は単独学会。
心理学・教育学を学術研究領域とし、グループ・ダイナミックス、実証的な社会心理学の研究ならびに実践を促進し、会員相互の連携協同を図ることを目的としている。
国内においては日本心理学諸学会連合に加入している。
国際活動として国際学会発表支援制度がある。

## 沿革
- 1949年 - 日本グループ･ダイナミックス学会設立。

## 刊行物

### 実験社会心理学研究
- 誌名（和文）：実験社会心理学研究
- 誌名（欧文）：Japanese Journal of Experimental Social Psychology
- 創刊年：1949
- 資料種別：ジャーナル（査読付き論文を含む）
- 使用言語：日英混在
- 発行形態：印刷体、eジャーナル
- 著作権帰属先：学会
- クリエイティブコモンズ：定めていない
- 購読：有料